# Оселук
Оселук (в др. списках Осолук, Селук; ? — после 1127 года) — половецкий хан XII века, считается тестем Олега Святославича.

## Биография
В 1127 году привёл вместе с ханом Осташем 7000 воинов по приглашению Всеволода Ольговича, остановившись около Выря и послал послов к Всеволоду, но его послы были задержаны людьми Ярополка Владимировича и отправлены в Курск. Не дождавшись возвращения послов и опасаясь нападения, половцы ушли назад.
У него были по крайней мере два сына: Тюнрак и Камос, принимавшие участие в княжеских междоусобицах и дочь, по некоторым данным ставшая женой Олега Святославича.